# Амплий
Амплий (на латински: Ampliatus, Amplias) е един от 70-апостоли, първият епископ на Варна в България.

## Религиозна дейност
Той е римски християнин в Рим, поздравен от Павел в едно от неговите писма (Romans 16:8). Амплий е служител на апостол Андрей, който го поставя като епископ в Диосполис в Палестина (днешен Лод). По-късно на Балканския полуостров Амплий, заедно с Урбан и Нарцис, умира като мъченик.
Почитан е като Светия на 31 октомври.